# Dariusz Kuć
Dariusz Stanisław Kuć (Krakau, 24 april 1986) is een Poolse atleet, die gespecialiseerd is in de sprint. Hij nam tweemaal deel aan de Olympische Spelen, maar won hierbij geen medailles.

## Loopbaan
Kuć nam deel aan de Olympische Spelen van 2008 en die van 2012. In 2008 nam hij deel aan de 100 m, waarin hij in de kwartfinale als zevende eindigde met een tijd van 10,46 s. Hij kwam tijdens deze Spelen ook uit voor zijn land op de 4 x 100 meter estafette, maar het Poolse team haalde door een fout bij het wisselen de finish niet.  
In 2012 kwam Kuć op de Olympische Spelen uit op de 100 m, maar viel in de voorrondes uit met een tijd van 11,25. Ook op deze Spelen maakte hij deel uit van het Poolse 4 x 100 m estafetteteam, dat ditmaal in haar serie strandde met een tijd van 38,31. 

## Persoonlijke records
Outdoor
| Onderdeel | Prestatie   | Datum        | Plaats        |
| --------- | ----------- | ------------ | ------------- |
| 100 yd    | 9,53 s (NR) | 31 mei 2011  | Ostrava       |
| 100 m     | 10,15 s     | 12 juni 2011 | Krakau        |
| 200 m     | 20,59 s     | 17 juni 2012 | Bielsko-Biała |

Indoor
| Onderdeel | Prestatie    | Datum            | Plaats    |
| --------- | ------------ | ---------------- | --------- |
| 60 m      | 6,58 s       | 7 maart 2014     | Sopot     |
| 100 m     | 10,32 s (NR) | 15 februari 2014 | Florø     |
| 200 m     | 21,11 s      | 27 januari 2006  | Luxemburg |

## Palmares

### 60 m
- 2006: 10e in ½ fin. WK indoor - 6,64 s
- 2009: 6e EK indoor - 6,62 s
- 2014: 11e in ½ fin. WK indoor - 6,60 s

### 100 m
- 2003: 12e in serie EK U20 - 10,80 s
- 2003: 5e in ½ fin. WK U18 - 11,06 s (in serie 10,68 s)
- 2005: 6e EK U20 - 10,84 s
- 2006: 6e EK - 10,21 s
- 2007: 4e EK U23 - 10,41 s
- 2007: 6e in ¼ fin. WK - 10,37 s
- 2008: 7e in ¼ fin. OS - 10,46 s (in serie 10,44 s)
- 2009: 5e in ½ fin. Universiade - 10,48 s
- 2009: 8e in ¼ fin. WK - 10,38 s
- 2010: 23e in ½ fin. EK - 10,65 s
- 2011: 8e in ½ fin. WK - 10,51 s (in serie 10,36 s)
- 2012: 3e in ½ fin. EK - 10,38 s (in serie 10,26 s)
- 2012: 4e in serie OS - 10,24 s

### 200 m
- 2007: DNF EK U23

### 4 x 100 m
- 2005:  EK U20 - 40,03 s
- 2006:  EK - 39,05 s
- 2007: DNF EK U23 (in serie 39,27 s)
- 2007: DNF WK
- 2008: DNF OS
- 2009:  Universiade - 39,33 s
- 2010: 5e EK - 38,83 s
- 2011: 4e WK - 38,50 s
- 2012: DNF EK
- 2012: 5e in serie OS - 38,31 s (NR)
- 2013:  Universiade - 39,29 s
- 2014: 13e IAAF World Relays - 39,31 s (in serie 38,60 s)
- 2014: 6e EK - 38,85 s